# Andrzej Jezierski (fizyk)
Andrzej Stanisław Jezierski (ur. 4 marca 1950 w Poznaniu) – polski fizyk, zajmujący się fizyką ciała stałego, związany z Instytutem Fizyki Molekularnej PAN.

## Życiorys
W 1973 ukończył studia fizyczne na Uniwersytecie im. Adama Mickiewicza w Poznaniu. W latach 1973–1976 odbył studia doktoranckie w Instytucie Fizyki PAN. W 1976 obronił pracę doktorską w Instytucie Fizyki Molekularnej PAN i w tym samym roku został tam zatrudniony. W 1990 otrzymał stopień doktora habilitowanego na podstawie pracy Wpływ uporządkowania topologicznego i chemicznego na własności elektronowe i magnetyczne stopów metali przejściowych, w 1999 tytuł profesora nauk fizycznych.
W latach 2006–2014 był dyrektorem Instytutu Fizyki Molekularnej PAN.
W 1980 otrzymał przyznawaną przez Polskie Towarzystwo Fizyczne Nagrodę Naukową im. Wojciecha Rubinowicza. W 2015 został odznaczony Krzyżem Kawalerskim Orderu Odrodzenia Polski.